# 엘리자베스 개스켈

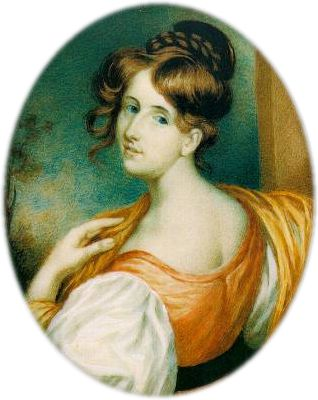

엘리자베스 개스켈(본명: Elizabeth Cleghorn Gaskell, 1810년 9월 29일 – 1865년 11월 12일)은 영국의 소설가, 전기 작가, 단편 작가였다. 그녀의 소설은 매우 가난한 사람들을 포함하여 빅토리아 시대 사회의 여러 계층의 삶을 자세히 묘사한다. 그녀의 첫 번째 소설인 Mary Barton은 1848년에 출판되었다. 1857년에 출판된 개스켈의 The Life of Charlotte Brontë는 샬럿 브론테의 첫 번째 전기였다. 이 전기에서 그녀는 브론테의 삶에서 도덕적이고 세련된 것들에 대해서만 썼다. 그녀는 나머지 부분을 생략하고 더 외설적인 특정 측면을 숨기는 것이 더 낫다고 판단했다. 개스켈의 가장 잘 알려진 소설 중에는 Cranford(1851~1853), North and South(1854~1855), Wives and Daughters(1864~1866)가 있으며 모두 BBC에서 텔레비전으로 각색했다.